# Пежо тип 113
Пежо тип 113 (фр. Peugeot Type 113) је моторно возило произведено 1909. године од стране француског произвођача аутомобила Пежо у њиховој фабрици у Лилу. У том раздобљу је укупно произведено 95 јединица.
Возило покреће четвороцилиндрични четворотактни мотор који је постављен напред, а преко ланчаног преноса је пренет погон на задње точкове. Његова максимална снага била је 35 КС и запремине 7.433 cm³.
Тип 113 се производио у две варијанте 113 А и 113 Б. Форма каросерије је дупли фетон, купе и кабриолет-ландо са местом за четири до шест људи.